# La vida de un genio
La Vida de un Genio es el tercer álbum de estudio de A.B. Quintanilla y Los Kumbia All Starz. Fue lanzado el 27 de julio de 2010 por Capitol Latin. Una edición de lujo digital también fue lanzado en el mismo día en las tiendas de música en línea. Una pista adicional llamado "I'll Be There for You" sólo está incluido en la edición de lujo digital de iTunes.

## Fondo
En el 26 de agosto de 2009, A.B. Quintanilla y Los Kumbia All Starz debutó una nueva canción llamada "Chica Fatal" en el programa Don Francisco Presenta, transmitido por Univisión, cantada por A.B. Quintanilla y DJ Kane. Más tarde cantó la canción de nuevo en Premios Oye! 2009 en 24 de noviembre de 2009, esta vez cantada por Ricky Rick y DJ Kane. Se cree que el nuevo sencillo hasta A.B. Quintanilla confirmó que no era el nuevo sencillo y que no va a estar en el álbum, en lugar otra canción será elegido para ser el nuevo sencillo. En marzo de 2010, el video musical fue grabado para el nuevo sencillo de Los Ángeles, California. El 16 de marzo de 2010, el perfil de MySpace de Kumbia All Starz se ha actualizado desde el 11 de noviembre de 2008 confirma el nuevo sencillo será "Hipnótika" con Voltio y Marciano Cantero de Los Enanitos Verdes el cual fue lanzado el 13 de abril de 2010. El nombre del álbum será La Vida De Un Genio y se fija para ser lanzado el 18 de mayo de 2010, luego cambió el 29 de junio de 2010, pero luego cambió a ser la liberación el 27 de julio de 2010. A.B. Quintanilla ha estado trabajando en el álbum desde septiembre de 2009. El título del álbum es un tributo A.B. Quintanilla padre, Abraham Quintanilla, Jr. que dirigió su carrera, así como la de su difunta hermana Selena. Similar en concepto a Supernatural de Santana, las canciones fueron escritas bien o coescrito por A.B. Quintanilla con la voz aparece por varios artistas. Anunciado apariciones en el álbum incluyen Voltio, Marciano Cantero de Los Enanitos Verdes, Yeyo de The D.E.Y., T López, Shaila Dúrcal, Gilberto Santa Rosa, Luis Enrique, Andrés Castro, Jorge Celedón, Jimmy Zambrano, Ana Isabelle, Ender Thomas, La Shica, Albita, Álex Lora de El Tri, José Feliciano, Jon Secada, Reyli Barba, Colby O'Donis, Joey Montana y Los Dinos. Este es el primer álbum de estudio en siete años para incluir el cantante DJ Kane sobre un disco de estudio por A.B. Quintanilla ya que el álbum 4 lanzado en 2003. Esta es la primera vez Los Dinos han grabado una canción juntos en un álbum en más de 15 años de la muerte de Selena.

## Lista de canciones
| Edición estándar |                                                                                   |                                                                    |          |  |
| N.º              | Título                                                                            | Escritor(es)                                                       | Duración |  |
| 1.               | «Hipnótika» (con Voltio y Marciano Cantero de Los Enanitos Verdes)                | A.B. Quintanilla III, Luigi Giraldo, Marciano Cantero, Julio Ramos | 3:19     |  |
| 2.               | «Nací para Sufrir» (con José Feliciano y Los Dinos)                               | A.B. Quintanilla III, Luigi Giraldo                                | 4:02     |  |
| 3.               | «Nunca Te Voy a Olvidar» (con Reyli y Andrés Castro)                              | A.B. Quintanilla III, Luigi Giraldo, Andrés Castro, Reyli Barba    | 4:22     |  |
| 4.               | «Invisible» (con Luis Enrique)                                                    | A.B. Quintanilla III, Luigi Giraldo, Luis Enrique                  | 3:56     |  |
| 5.               | «Muero por Ti» (con Shaila Dúrcal)                                                | A.B. Quintanilla III, Luigi Giraldo                                | 3:55     |  |
| 6.               | «Me Equivoqué» (con Gilberto Santa Rosa)                                          | A.B. Quintanilla III, Luigi Giraldo                                | 3:28     |  |
| 7.               | «Mentirosa» (con T López y Yeyo de The D.E.Y.)                                    | A.B. Quintanilla III, Luigi Giraldo, Yeyo                          | 3:53     |  |
| 8.               | «Me Fascinas» (con Ana Isabelle, Albita, Ender Thomas y La Shica)                 | A.B. Quintanilla III, Luigi Giraldo, Antonio Rayo, La Shica        | 3:24     |  |
| 9.               | «El Día de los Muertos» (con Jorge Celedón, Álex Lora de El Tri y Jimmy Zambrano) | A.B. Quintanilla III, Luigi Giraldo, Álex Lora                     | 3:55     |  |
| 10.              | «La Vida de un Genio» (con Jon Secada)                                            | A.B. Quintanilla III, Luigi Giraldo                                | 4:53     |  |

| Edición de lujo digital |                                                                                    |                                                                    |          |  |
| N.º                     | Título                                                                             | Escritor(es)                                                       | Duración |  |
| 1.                      | «About Hipnótika»                                                                  |                                                                    | 0:55     |  |
| 2.                      | «Hipnótika» (con Voltio y Marciano Cantero de Los Enanitos Verdes)                 | A.B. Quintanilla III, Luigi Giraldo, Marciano Cantero, Julio Ramos | 3:19     |  |
| 3.                      | «About Nací para Sufrir»                                                           |                                                                    | 0:28     |  |
| 4.                      | «Nací para Sufrir» (con José Feliciano y Los Dinos)                                | A.B. Quintanilla III, Luigi Giraldo                                | 4:02     |  |
| 5.                      | «About Nunca Te Voy a Olvidar»                                                     |                                                                    | 0:45     |  |
| 6.                      | «Nunca Te Voy a Olvidar» (con Reyli y Andrés Castro)                               | A.B. Quintanilla III, Luigi Giraldo, Andrés Castro, Reyli Barba    | 4:22     |  |
| 7.                      | «About Invisible»                                                                  |                                                                    | 0:39     |  |
| 8.                      | «Invisible» (con Luis Enrique)                                                     | A.B. Quintanilla III, Luigi Giraldo, Luis Enrique                  | 3:56     |  |
| 9.                      | «About Muero por Ti»                                                               |                                                                    | 0:33     |  |
| 10.                     | «Muero por Ti» (con Shaila Dúrcal)                                                 | A.B. Quintanilla III, Luigi Giraldo                                | 3:55     |  |
| 11.                     | «About Me Equivoqué»                                                               |                                                                    | 0:37     |  |
| 12.                     | «Me Equivoqué» (con Gilberto Santa Rosa)                                           | A.B. Quintanilla III, Luigi Giraldo                                | 3:28     |  |
| 13.                     | «About Mentirosa»                                                                  |                                                                    | 0:29     |  |
| 14.                     | «Mentirosa» (con T López y Yeyo de The D.E.Y.)                                     | A.B. Quintanilla III, Luigi Giraldo, Yeyo                          | 3:53     |  |
| 15.                     | «About Me Fascinas»                                                                |                                                                    | 0:36     |  |
| 16.                     | «Me Fascinas» (con Ana Isabelle, Albita, Ender Thomas y La Shica)                  | A.B. Quintanilla III, Luigi Giraldo, Antonio Rayo, La Shica        | 3:24     |  |
| 17.                     | «About El Día de los Muertos»                                                      |                                                                    | 1:18     |  |
| 18.                     | «El Día de los Muertos» (con Jorge Celedón, Álex Lora de El Tri y Jimmy Zambrano)  | A.B. Quintanilla III, Luigi Giraldo, Álex Lora                     | 3:55     |  |
| 19.                     | «About La Vida de un Genio»                                                        |                                                                    | 0:53     |  |
| 20.                     | «La Vida de un Genio» (con Jon Secada)                                             | A.B. Quintanilla III, Luigi Giraldo                                | 4:53     |  |
| 21.                     | «Hipnótika (Urban Versión)» (con Voltio y Marciano Cantero de Los Enanitos Verdes) | A.B. Quintanilla III, Luigi Giraldo, Marciano Cantero, Julio Ramos | 3:02     |  |
| 22.                     | «Hipnótika (Banda Versión)» (con Voltio y Marciano Cantero de Los Enanitos Verdes) | A.B. Quintanilla III, Luigi Giraldo, Marciano Cantero, Julio Ramos | 3:02     |  |

| Edición de lujo digital de iTunes (pista extra) |                                                            |                                                                 |          |  |
| N.º                                             | Título                                                     | Escritor(es)                                                    | Duración |  |
| 23.                                             | «I'll Be There for You» (con Colby O'Donis y Joey Montana) | Jason Cano, Robert Gómez III, Colby O'Donis, Joey Montana, Yeyo | 3:44     |  |